# 张国维祠
张国维祠即张公祠，又称张东阳祠、张忠敏公祠，是一处苏州市文物保护单位，位于中国江苏省苏州市姑苏区虎丘街道阊门外山塘街800号。

## 历史
张国维祠是纪念明末忠臣张国维的祠堂。四柱石牌坊上刻有“泽被东南”四字。1909年柳亚子、高旭和陈去病在张公祠前厅雅集，成立南社。2009年南社成立一百周年时修缮，改建为中国南社纪念馆，作为山塘历史文化街区修复工程的一部分。2014年公布为第四批苏州市控制保护建筑（4-3）。2019年列入第八批苏州市文物保护单位。